# Nycteola grisea
Nycteola grisea är en fjärilsart som beskrevs av George Francis Hampson 1891. Nycteola grisea ingår i släktet Nycteola och familjen trågspinnare. Inga underarter finns listade i Catalogue of Life.